# Krwawy księżyc (film 1948)
Krwawy księżyc (ang. Blood on the Moon) – amerykański western z 1948 roku w reżyserii Roberta Wise’a, zrealizowany na podstawie powieści Gunman's Chance Luke’a Shorta.

## Obsada
- Robert Mitchum – Jim Garry
- Barbara Bel Geddes – Amy Lufton
- Robert Preston – Tate Riling
- Walter Brennan – Kris Barden
- Phyllis Thaxter – Carol Lufton
- Frank Faylen – Jake Pindalest
- Tom Tully – John Lufton
- Charles McGraw – Milo Sweet
- Clifton Young – Joe Shotten
- Tom Tyler – Frank Reardon
- George Cooper – Fred Barden

## Fabuła
Jim Garry (Robert Mitchum) w drodze do Teksasu robi sobie odpoczynek. O mały włos nie zostaje stratowany przez stado bydła. Poganiacz, czując się winnym wobec kowboja zaprasza Jima do obozu Johna Luftona.